# Gabby Connolly
Gabby Connolly was in 1963 leadzanger van de sixtiesband The Detours. Hij was afkomstig van de Bel-Airs, waar hij bassist was.
Connolly werd in 1963 door The Detours aangetrokken als zanger, zodat hij zanger Roger Daltrey kon ontlasten tijdens een drukke tournee. Connolly was vooral sterk in country- en westernnummers (voornamelijk Johnny Cash). Medio 1963 stopte Connolly echter alweer als bandlid. Daltrey zou inmiddels voldoende zelfvertrouwen hebben, waardoor Connolly niet meer nodig was. Ook de te hoge werkdruk, zijn opvliegende karakter en de onvrede binnen de band over de muzikale richting die Connolly insloeg, zouden redenen zijn geweest voor zijn vertrek. Hij verkocht zijn Fender Precision Bass aan John Entwistle om een schuld te kunnen aflossen, verliet daarna de muziek en werd broodbezorger.